# Eugagrella malabarica
Eugagrella malabarica is een hooiwagen uit de familie Sclerosomatidae.